# Jacek Ratajczak
Jacek Ratajczak (Varsavia, 24 novembre 1986) è un ex pallavolista e allenatore di pallavolo statunitense di origine polacca.
Giocava nel ruolo di centrale.

## Carriera

### Giocatore
La carriera di Jacek Ratajczak inizia nei tornei scolastici statunitensi, giocando per la William Cullen Bryant HS. Dopo il diploma fa parte della squadra di pallavolo maschile della CSU Northridge, partecipando alla NCAA Division I dal 2007 al 2010, raggiungendo la semifinale nazionale durante il suo ultimo anno, persa contro la Penn State, e ricevendo qualche riconoscimento individuale.
Nella stagione 2011-12 firma il suo primo contratto professionistico in Germania col Gotha, club impegnato in 1. Bundesliga, mentre nella stagione seguente gioca nella Élite, terza divisione del campionato francese, con l'AL Caudry; nel 2013 viene convocato nella nazionale statunitense per la Coppa panamericana.
Nel campionato 2013-14 difende i colori dell'Asse-Lennik, nella Liga A belga, mentre nel campionato seguente approda nella Polska Liga Siatkówki polacca per vestire la maglia dello Czarni Radom, ritirandosi dalla pallavolo giocata al termine dell'annata.

### Allenatore
Nel 2016 riceve il ruolo di assistente allenatore al Baruch, mentre un anno dopo ricopre lo stesso ruolo al John Jay.

## Palmarès

### Premi individuali
- 2009 - All-America Second Team
- 2010 - All-America First Team